# Schelten
Schelten (toponimo tedesco; in francese La Scheulte, ufficiale fino al 1914) è un comune svizzero di 34 abitanti del Canton Berna, nella regione del Giura Bernese (circondario del Giura Bernese).

## Geografia fisica
È il comune più settentrionale del Canton Berna.

## Monumenti e luoghi d'interesse

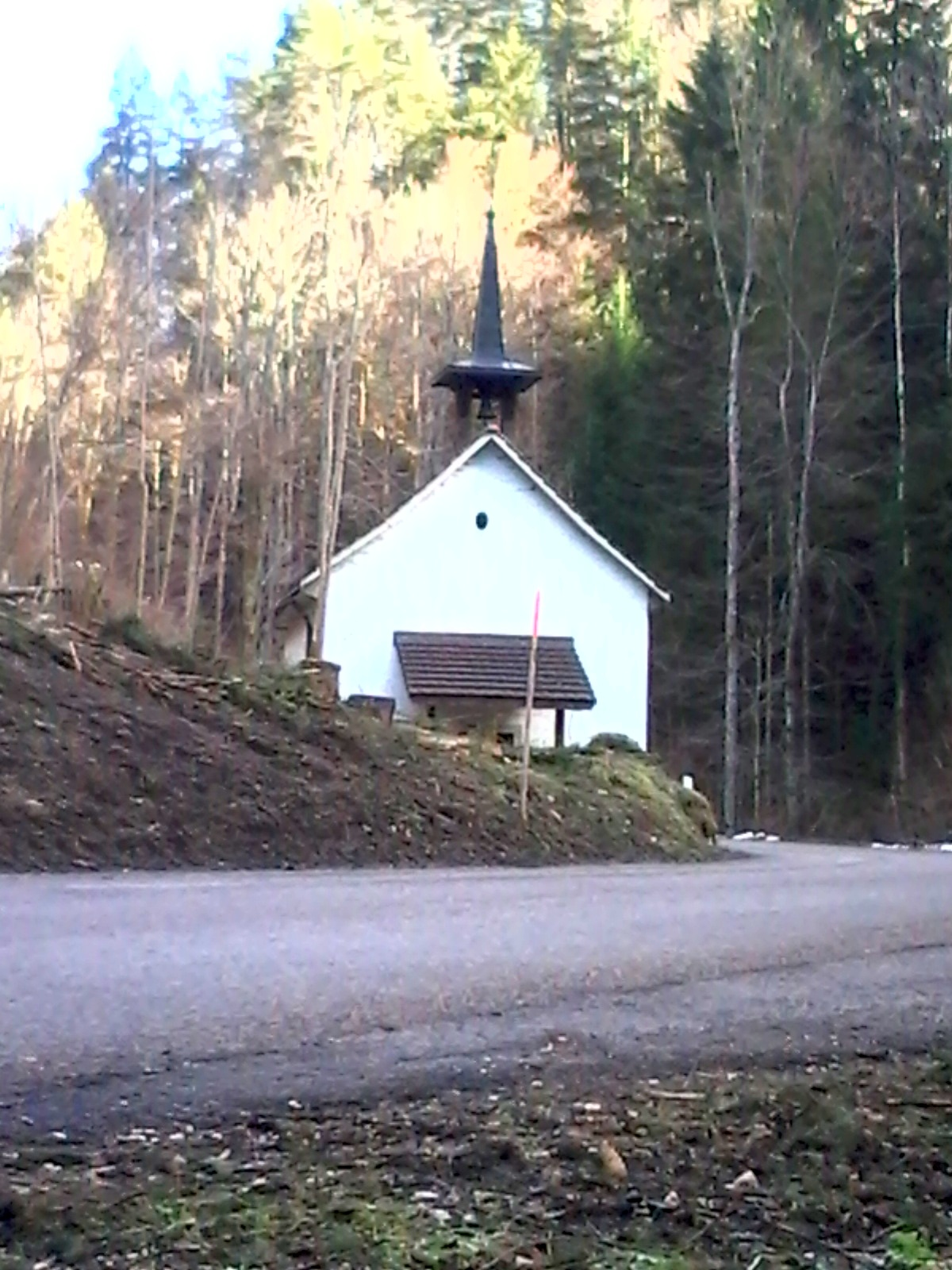
La cappella di Sant'Antonio

- Cappella di Sant'Antonio, eretta nel 1861[1].

## Società

### Evoluzione demografica
L'evoluzione demografica è riportata nella seguente tabella:
Abitanti censiti

## Lingue e dialetti
La lingua ufficiale è il tedesco. Benché originariamente nel comune si parlasse francese, col tempo i tedescofoni sono diventati la maggioranza.

## Amministrazione
Dal 1853 comune politico e comune patriziale sono uniti nella forma del commune mixte.